# Feng Po Po
Feng Po Po ('Fru Vind') är vindarnas gudinna i den kinesiska mytologin. 
Hon avbildas som ofta ridande genom luften och molnen på ryggen av en tiger, bärande på en säck innehållande himlens vindar.
Ibland tillbeds vindarnas gudomlighet istället som en manlig gud, då kallad Feng Bo eller Fei Lian, och det är oklart om det är samma gudom som har tillbetts under olika kön. 